# Filippo Casoni
Filippo Casoni, italijanski rimskokatoliški duhovnik, škof in kardinal, * 6. marec 1733, Sarzana, † 9. oktober 1811.

## Življenjepis
21. februarja 1794 je bil imenovan za naslovnega nadškofa Perge in 13. aprila istega leta je prejel škofovsko posvečenje. 27. maja 1794 je bil imenovan za apostolskega nuncija v Španiji.
23. februarja 1801 je bil povzdignjen v kardinala in 26. marca 1804 je bil ustoličen kot kardinal-duhovnik S. Maria degli Angeli.
Med junijem 1806 in marcem 1808 je bil državni sekretar Rimske kurije.